# Shonisaurus

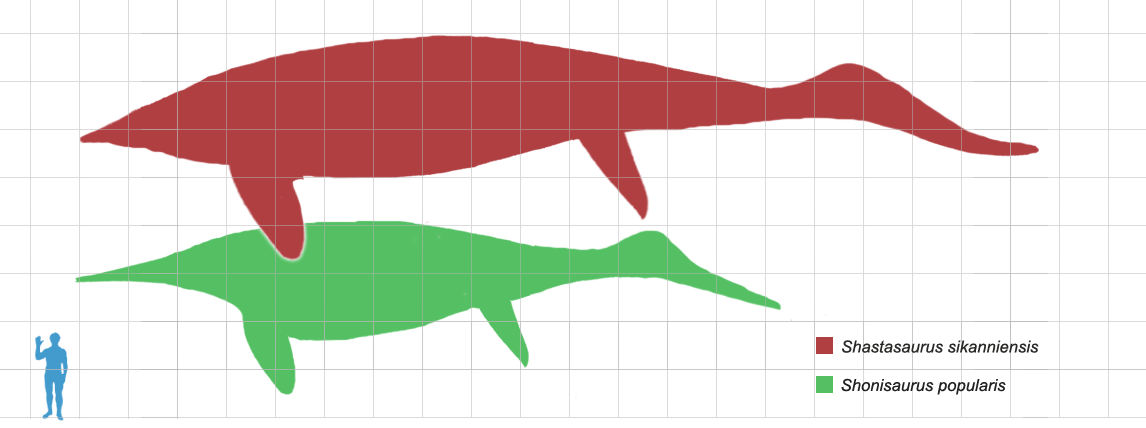
A Shonisaurus méreteinek érzékeltetése

A Shonisaurus a halgyíkok vagy ichthyoszauruszok családjába tartozó, a késő triász időszakban, 225 millió éve megjelenő, és körülbelül 208 millió éve kipusztult hüllőnem. Kanada területéről csak a triász rétegeiből ismert, karni korú fekete, meszes palában és mélyszublitorális mészkőben, amelyek oxigénhiányos környezetre utaló, bitumenes, szerves törmelékes üledékek. Legkorábbi példányai Olaszországban, Belluno mellett kerültek elő, körülbelül 230 millió éves sekélyszublitorális homokkőből. Nevadai leletei átnyúlhatnak a jura elejére is.

## Felépítése, életmódja
15 méteres, zömök testét négy keskeny úszójával hajtotta előre, miközben farkával kormányzott. A négy uszony nagyjából azonos méretű, de a mellsők valamivel nagyobbak, amely tulajdonság már a bazális Ichthyosauriáknál is megjelenik. A törzsfejlődés során a mellső uszonyok növekedése jellemző a farok erősödésével párhuzamusan. A farok átveszi a hajtás szerepét, a mellső uszony pedig vízszintes vezérsíkká válik. A nagyméretű uszonyok arra utalnak, hogy gyors függőleges mozgásra volt képes. A Shoniosaurus farka kezdetleges felépítésű, az Ichthyosaurus-félék korai evolúciós szakaszára jellemző. Teste mély, oldalnézetből nagy keresztmetszetűnek tűnik, de vertikálisan lapított, mint sok hal. A farok a test felső szegmensében tűzött és viszonylag keskeny, ezért valószínűleg lassú úszó volt, mivel a gyors mozgásúaknál általában súlyponti helyzetben van és erőteljes a farok. Erre utal a dorsalis uszonyok teljes hiánya, ami a későbbi, a kora jurától kifejlődő alakoknál mindig megvan. Ezért inkább a kora triász Cymbospondylusra hasonlít, mint az Ichthyosaurusra. Egyes vélemények szerint volt hátuszonya, de vagy bőrfüggelék volt, vagy porcos vázú, ami csak a későbbi nemeknél csontosodott el. Ez azonban a leletanyagból nem bizonyítható.
Hosszú állkapcsában csak elöl voltak fogak, amelyek rendkívül specializált alakúak. Valószínűleg belemniteszeket és halakat fogyasztott, mindenesetre lágy testű tápláléka lehetett, az ammoniteszek már kevésbé jöhetnek szóba. Ezekhez inkább a Temnodontosaurus állkapocsba mélyen beágyazott, kemény és erős fogai kellettek. A többi Ichthyosauriához hasonlóan egész életét a vízben töltötte. A legnagyobb Shonisaurus a leletek szerint 21 méteres volt. Ezt a leletet tették meg a Shonisaurus sikanniensis típuspéldányának. Átlagos testtömege 30 tonna körüli lehetett. Egyes példányokon a szem eléri a 90 centiméteres átmérőt is. A nagy test valószínűsíti, hogy hosszú időn át képes volt víz alatt maradni, vagyis mélyebbre juthatott le, mint más Ichthyosauria-nemek. Ezzel a mai nagy ámbráscethez hasonló, akik a fogascetek között szintén nagy mélységekre és puhatestű kalmárokra specializálódtak, és szintén csoportjuk legnagyobb testű képviselői. A Shoniosaurus jelenleg a legnagyobb termetű ismert Ichthyosaria, megelőzve a korábbi rekordert, a Shastasaurust.
Az oxigénhiányos mészkő és terrigén törmelék jelenléte arra engednek következtetni, hogy a trópusi selfek karbonátplatformjai környékén élt a karni és az idősebb nori korban. A nem áthalmozott, jó megtartású leletek a lebontó szervezetek hiányára utalnak. A megtalált példányok magányos egyedek és nagyobb csoportok maradványai, amiből arra következtetnek, hogy a lelőhelyen tömeges pusztulás történt. A bőséges leletanyag elosztása mutatja, hogy ezek az állatok állandó, meglehetősen nagy sűrűségű populációban éltek. Az egyetlen, felső karni tömeges pusztulásból származó bizonyítékok alapján a csoportokat nagyrészt a faj felnőtt egyedei alkották, de azért fiatalabb példányok fogait is megtalálták. E leletcsoport miatt a Shoniosaurus az egyik legjobban ismert nagy testű vízi hüllő. Korábban feltételezték, hogy a S. popularis hajlamos volt a partközelbe menni és partra vetődni. Ezt az elképzelést eddig nem sikerült bizonyítani.
A Shonisaurus genus valószínűleg több későbbi Ichthyosauria őse volt. Elágazó fejlődéssel a Shastasaurus és az Eoichthyosauria alakult ki, az utóbbi a Californosaurust, Callawayiát, Metashastasaurust, Parvipelviát és Thunnosauriát tartalmazza.

## Kutatástörténete
Először 1928-ban Nevadában, a Soson-hegységben találtak a nembe tartozó leleteket, e típuspéldányok lelőhelye után kapta a nevét (shoshone-gyík). Az 1954-től kezdődő rendszeres ásatások 35–40 részleges vázat eredményeztek, míg 1976-ban Charles Camp leírta a Shonisaurus popularis fajt. A későbbiekben más fajokat is leírtak más lelőhelyekről, de ezek hovatartozása vitatott, ezért az önálló család besorolásához a S. popularist használták fel típusfajként.

## Jelentősége
Az Amerikai Egyesült Államok Nevada államának hivatalosan elismert ősmaradványa NRS 235.080 State fossil, vagy Nevada State Fossil néven.